# Ahti Karjalainen
Pour les articles homonymes, voir Karjalainen (homonymie).
Ahti Kalle Samuli Karjalainen, né le 10 février 1923 dans le village de Kuitula à Hirvensalmi et mort le 7 septembre 1990 à Helsinki, est un homme d'État finlandais, Premier ministre de la Finlande du 13 avril 1962 au 18 décembre 1963 et du 15 juillet 1970 au 29 octobre 1971,,.

## Biographie
À l'âge de 16 ans, Karjalainen se porte volontaire pour combattre dans la Guerre d'Hiver et la Guerre de Continuation. Il étudie ensuite les sciences politiques à l'université d'Helsinki.
Ahti Karjalainen a été premier ministre de deux gouvernements Karjalainen I et Karjalainen II (1962–1963 et 1970–1971),, Vice-Premier ministre des gouvernements Miettunen III, Sorsa I, Virolainen et Ministre des affaires étrangères des gouvernemements Koivisto I, Sorsa I, Paasio I, Virolainen, Miettunen I et Sukselainen II (1961–1962, 1964–1970 et 1972–1975),,,,,.